# 陽光紙業
中国阳光纸业控股有限公司 ，簡稱陽光紙業（英語：China Sunshine Paper Holdings Co Ltd，港交所：2002)是一家在香港交易所上市的公司。主要從事紙品生產和銷售。于2000年成立，并于2007年12月12日在香港联合交易所主板正式上市。

## 董事局

### 执行董事
王东兴先生

施卫新先生

慈晓雷先生

张增国先生

### 非执行董事
王俊峰先生

徐放先生

### 独立非执行董事
王泽风先生

梁炳成先生

徐烨先生

## 連結
- 陽光紙業 （页面存档备份，存于）